# Real World Records
Real World Records – brytyjska wytwórnia fonograficzna założona przez Petera Gabriela, by nagrywać i produkować muzykę z gatunku world music.

## Artyści
Lista artystów nagrywających dla wytwórni:
- Afro Celt Sound System
- Bernard Kabanda
- Big Blue Ball
- Charlie Winston
- Dengue Fever
- Geoffrey Oryema
- Hoba Hoba Spirit
- Joi
- Joseph Arthur[1]
- Little Axe
- Maryam Mursal
- Nusrat Fateh Ali Khan
- Ozomatli
- Papa Wemba
- Peter Gabriel
- Portico Quartet
- Sheila Chandra
- Sevara Nazarkhan
- Spiro
- The Blind Boys of Alabama
- The Imagined Village